# Mietta Santiago
Maria Ernestina Carneiro Santiago Manso Pereira, mais conhecida como Mietta Santiago (Varginha, 1903 – Rio de Janeiro, 1995), foi uma escritora, poeta, advogada criminalista e sufragista brasileira. Lutou pelo direito ao voto das mulheres brasileiras, tendo sido uma das primeiras mulheres do país a exercer plenamente seus direitos políticos. Junto de Celina Guimarães Viana, Miêtta foi uma pioneira, em 1927, na luta pelo sufrágio no Brasil. 
Em 1928, questionou a constitucionalidade da proibição do voto feminino no Brasil, afirmando que isso violava o Artigo 70 da Constituição de 1891, quando esta estava em vigor.

## Biografia
Nasceu em Varginha, em 1903. Aos 11 anos de idade, foi morar em Belo Horizonte, estudando na Escola Normal da capital mineira. Seu pai queria que a filha fosse professora, mas Mietta seguiu firme na sua decisão de cursar mais dois anos do antigo segundo grau para poder ingressar na faculdade de direito.  Durante o curso, teve contato com literatura e abraçou a poesia, gênero do qual se tornaria escritora anos mais tarde.
Partiu para a Europa, onde ficou por seis meses, complementando seus estudos em advocacia, onde acabou tendo contato com o movimento pelo feminino, que na época se espalhava pelo velho continente. Envolveu-se com a cultura de outros países e a luta de milhares de mulheres que participavam da sociedade tanto na política quanto na literatura e na sociedade.
Retornou ao Brasil aos 20 anos e casou-se com o médico João Manso Pereira. Não era comum o Brasil ter mulheres com diplomas de ensino superior, muito menos em direito e assim Miêtta chamava a atenção por onde passava. Em seu estado natal, fundou a Liga de Eleitoras Mineiras e seu pioneirismo inspirou poetas a escrever sobre seus feitos, como Drummond de Andrade. Era figura frequente na boêmia da capital mineira, tendo contato com outros escritores e poetas brasileiros, tendo conhecido também Getúlio Vargas e Tancredo Neves.

## O voto feminino
Aos 25 anos, desafiou a justiça brasileira.  Notou que a proibição do voto ao eleitorado feminino contrariava o artigo 70 da Constituição Brasileira de 24 de fevereiro 1891, então em vigor.  Ela então entrou com um Mandado de Segurança, o que a tornou não apenas eleitora como uma candidata a deputada federal. Ainda que não tenha sido eleita, ela pode assim exercer plenamente seus direitos políticos, algo inédito no país. Com o precedente aberto, o Partido Republicano do Rio Grande do Norte aproveitou para lançar a candidatura da potiguar Alzira Soriano, que se tornaria a primeira mulher a ser eleita para um mandato político no Brasil, como prefeita do município de Lages, com 60% dos votos.
Sobre Mietta, Drummond escreveu em Mulher Eleitora:
| “ | Mietta Santiago, loura poeta bacharel conquista, por sentença de juiz, direito de votar e ser votada…. | ” |

## Morte
Morreu na cidade do Rio de Janeiro, em 1995, aos 92 anos.

## Legado
A Câmara dos Deputados, em Brasília, concede atualmente a Medalha Mietta Santiago a mulheres que se destacaram na luta por direitos. A condecoração foi criada em 2017 pela Secretaria da Mulher da Câmara dos Deputados e tem por objetivo valorizar iniciativas relacionadas aos direitos das mulheres, sendo entregue anualmente em março, em comemoração ao Dia Internacional da Mulher.

## Trabalhos selecionados
- Namorada da Deus (1936)
- Maria Ausência (1940)
- Uma consciência unitária para a humanidade (1981)
- As 7 poesias (1981)